# 河村雅之
河村 雅之（かわむら まさゆき、1967年3月15日 - ）は広島県出身のプロゴルファー。
師匠は三上法夫。

## 来歴
中学時代にテレビで日本オープンを連覇したセベ・バレステロスの姿を見て憧れ、プロゴルファーを目指した。広島工業大学付属工業高校卒業後に父親の反対を押し切って研修生となり、1986年に19歳でプロテストに合格。　
1993年に26歳で初シードを獲得すると、1994年にはワールドカップ日本代表に選出される。団体では鈴木亨とペアを組み、フレッド・カプルス&デービス・ラブ3世（ アメリカ合衆国）、トニー・ジョンストン&マーク・マクナルティ（ ジンバブエ）、ジョーキム・ヘッグマン&ジェスパー・パーネビック（ スウェーデン）、フランク・ノビロ&グレッグ・ターナー（ ニュージーランド）に次ぎ、ベルンハルト・ランガー&スベン・ストルーバー（ ドイツ）、マイク・クレイトン&スティーブ・エルキントン（ オーストラリア）、コスタンティノ・ロッカ&シルヴィオ・グラッパソンニ（ イタリア）、ペリアサミー・グナセガラン&マリムトゥ・ラマヤ（ マレーシア）を抑え、アンゲル・フランコ&ペドロ・マルティネス（ パラグアイ）、アンドリュー・コルタート&ゴードン・ブランド・ジュニア（ スコットランド）と並ぶ5位タイと健闘。河村は個人でもカプルス、ロッカ、ラブ、マクナルティ、ノビロ、マラヤ、エルキントン、エドアルド・ロメロ（ アルゼンチン）、パーネヴィクに次ぎ、ヘグマン、ランガーと並ぶ10位タイに入った。
1995年の東海クラシックで3日目に8バーディ、ノーボギー64の快進撃を見せて首位に立つ。最終日はバーディを奪えず、2ボギー74とスコアを落としたが、他の選手の追撃が及ばず逃げ切り、プロ入り10年目でのツアー初優勝を手にした。
1998年のNST新潟オープンでは2位に8打差のぶっちぎり優勝も果たすなどツアー3勝、賞金シードを手にしたのは通算11シーズンという実力者であったが、その後はパット、アプローチのイップスを発症してツアーの舞台から姿を消す。復帰を目指して苦闘するが結果が出ず、レッスンプロとしての活動も行っていたが、近年はようやく回復の兆しが見え、2012年には中四国オープンに優勝。QTからチャレンジ出場のチャンスを掴んだ2013年には大山GC・JGTOチャレンジⅡでプレーオフの末に優勝を果たし、チャレンジ賞金ランクは6位となる。
2017年からはシニアデビューし、2019年の日本プロを最後にレギュラーツアーから引退。
2020年に金秀シニア沖縄オープンでシニア初優勝を飾って4位に入るなど良い滑り出しであったが、以後上位に顔を出せず、2022年は苦しいシーズンで賞金ランク54位に終わった。2023年は「レギュラーツアー2勝以上または公式戦1勝以上」の出場資格を行使して出場する。

## 主な優勝
- 1992年 - 中四国オープン
- 1994年 - 富山県オープン
- 1995年 - 東海クラシック
- 1998年 - NST新潟オープン
- 1999年 - デサントクラシック マンシングウェアカップ
- 2006年 - 岐阜オープンクラシック
- 2009年 - 中四国オープン
- 2012年 - 中四国オープン
- 2013年 - 大山GC・JGTOチャレンジⅡ
- 2020年 - 金秀シニア沖縄オープン